# Озеряево
Озеряево — деревня в Вышневолоцком городском округе Тверской области. 

## География
Деревня расположена на берегу озера Городно в 31 км на северо-восток от города Вышний Волочек.

## История

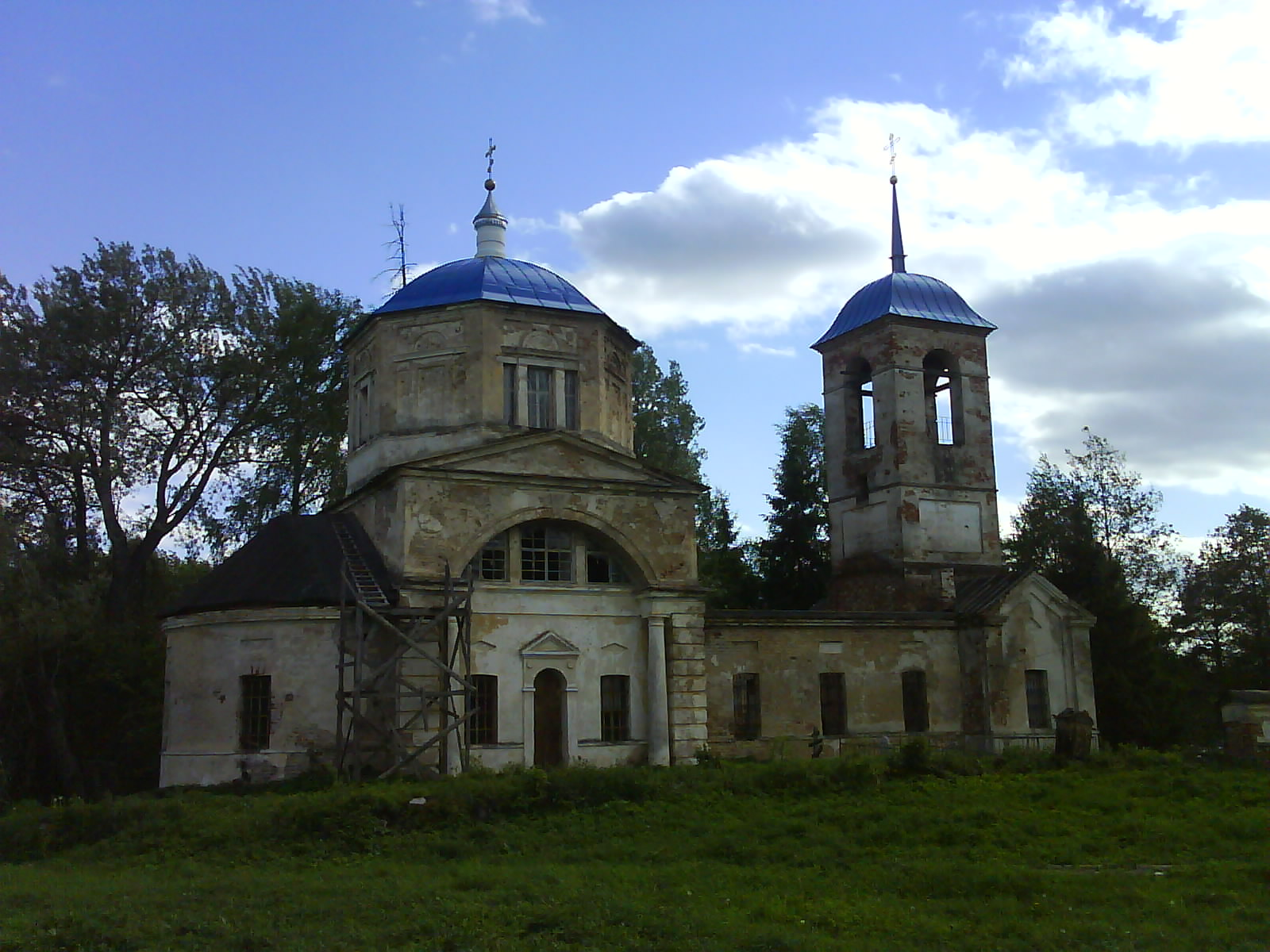
Церковь Покрова Пресвятой Богородицы. 2011 год

В 1825 году в селе была построена каменная Покровская церковь с 2 престолами, метрические книги с 1804 года.
В конце XIX — начале XX века село входило в состав Осеченской волости Вышневолоцкого уезда Тверской губернии.
С 1929 года деревня входила в состав Белавинского сельсовета Вышневолоцкого района Тверского округа Московской области, с 1935 года — в составе Калининской области, с 1994 года — в составе Дятловского сельского округа, с 2005 года — в составе Дятловского сельского поселения, с 2019 года — в составе Вышневолоцкого городского округа.

## Население
| 1859 | 2002 | 2010 |
| ---- | ---- | ---- |
| 28   | ↘0   | →0   |

## Достопримечательности
В деревне расположена действующая Церковь Покрова Пресвятой Богородицы (1825).